# Certosa reale di Collegno
La Certosa Reale di Collegno nacque come monastero nella città di Collegno, comune italiano della città metropolitana di Torino; la costruzione della Certosa fu commissionata nel 1641 da Cristina di Francia, reggente di Savoia, sul modello architettonico della Grande Chartreuse di Grenoble (Francia).

## Storia
Dal 1595 i monaci della Certosa di Banda, una località sopra Villar Focchiardo, si erano trasferiti ad Avigliana. Nel 1629, però, il duca Carlo Emanuele I, per ampliare le fortificazioni della città, era stato costretto a sfrattarli, promettendo di trovar loro una nuova sede. Tuttavia la guerra, la peste e la pace di Cherasco impedirono al duca, che era ormai morto, di mantenere i suoi propositi, e i certosini tornarono a Banda.
Il nuovo duca, Vittorio Amedeo I, non dimenticò i propositi del padre e riuscì a giungere a un accordo con i Certosini, a cui fu data l'abbazia valsusina, con l'obbligo di officiare anche nella cappella di Santa Maria. Vittorio Amedeo I morì nel 1637 senza dare una nuova sede ai Certosini.
 La vedova Maria Cristina di Francia, recatasi in Francia per fare visita al fratello Luigi XIII, fu ospitata a Grenoble nella Grande Chartreuse, casa madre dell'ordine certosino. Dopo aver sentito la Santa Messa, fece voto che, se avesse ottenuto la pace, avrebbe edificato una certosa nella città di Collegno.
Fu così che la primavera successiva fu edificata la Certosa reale di Collegno.

## Architettura originaria e modifiche successive

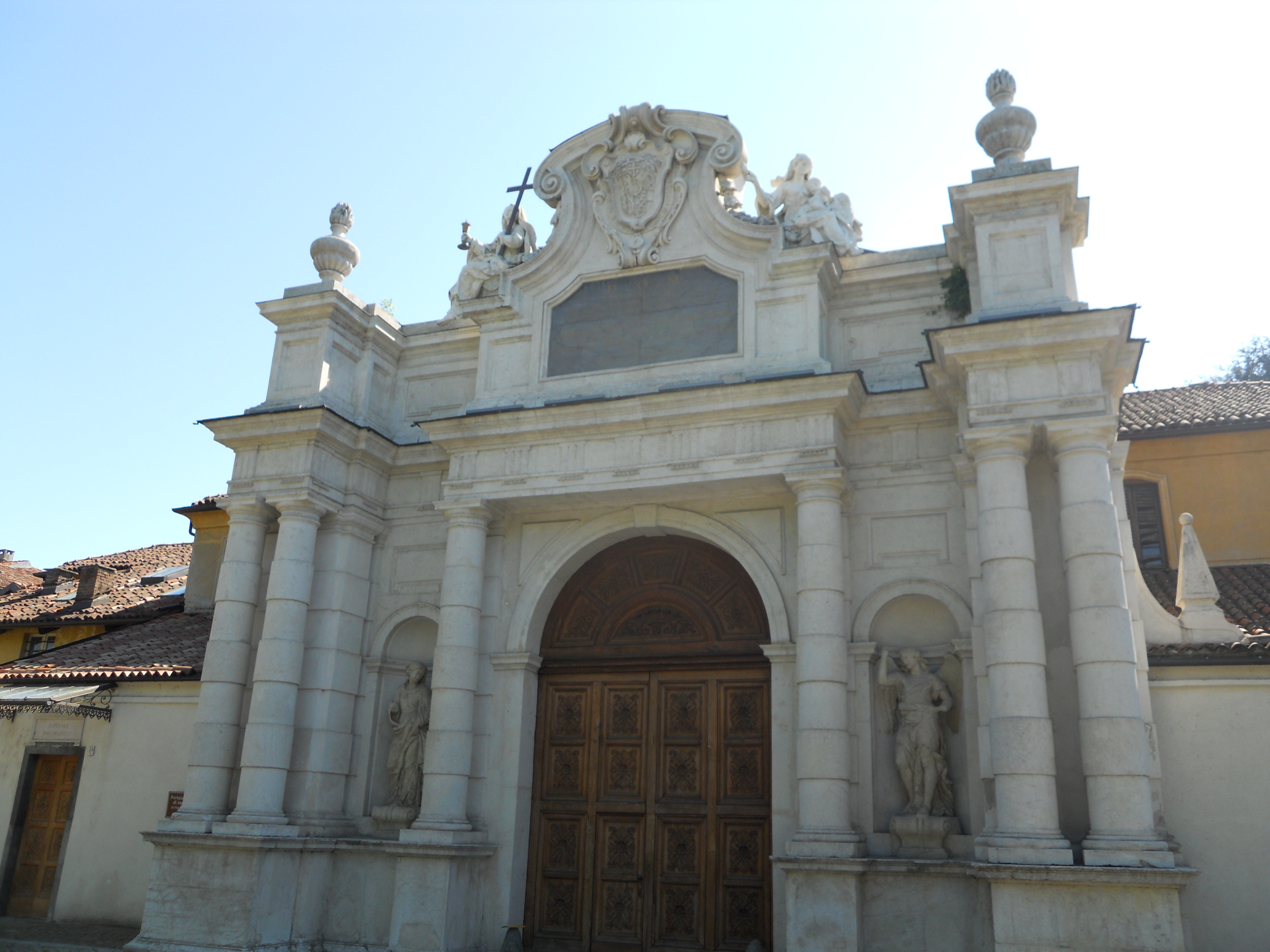
Portale d'ingresso della Certosa di Collegno

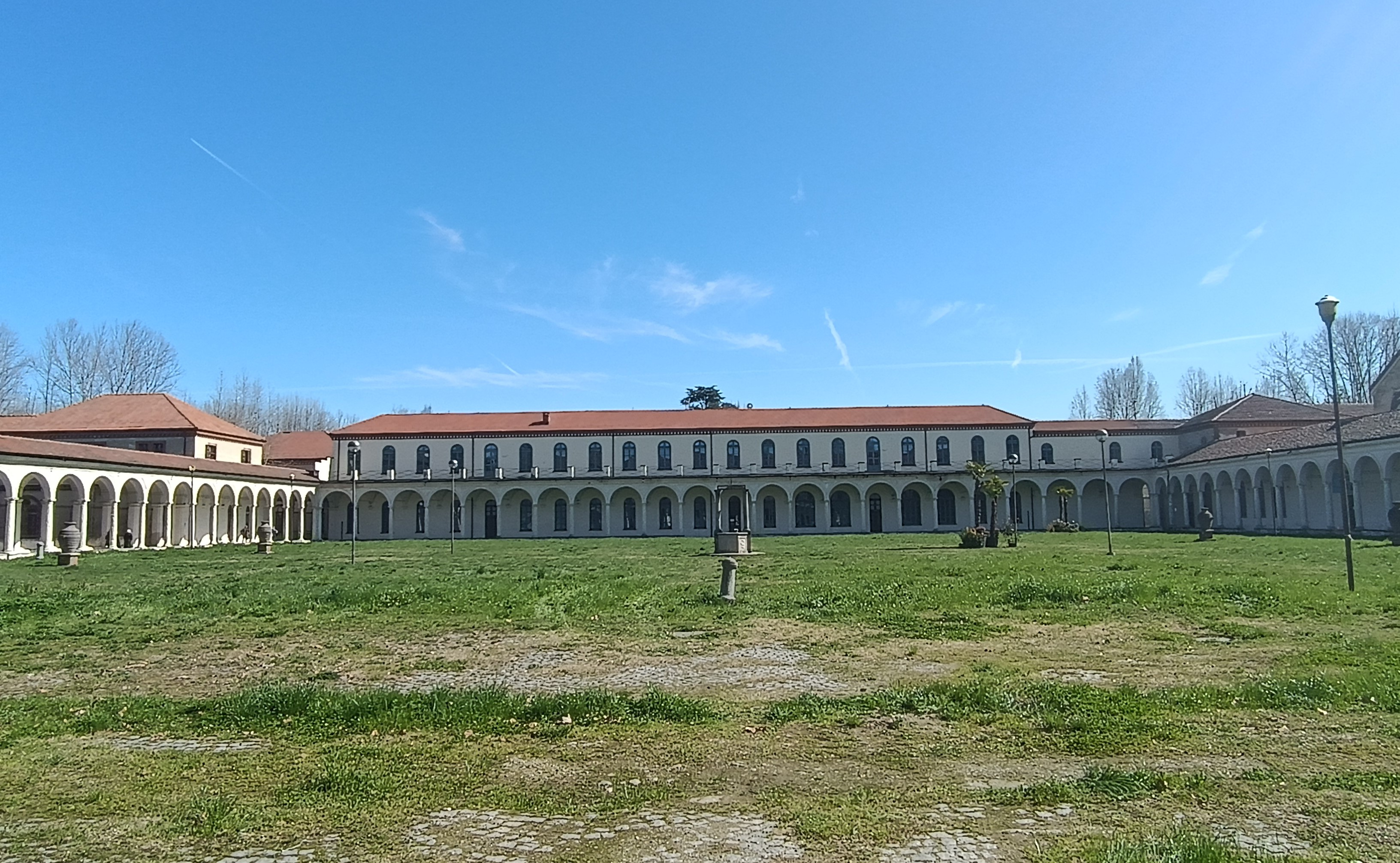
Parco interno della Certosa

La Certosa è sede dei monaci certosini per oltre 200 anni. In questo arco temporale il complesso monastico si arricchisce man mano di opere architettoniche e artistiche. Qui lavorano l'ingegnere Maurizio Valperga allora Primo Ingegnere del monarca, chiamato a progettare il complesso, e Filippo Juvarra, progettista dell'ampliamento settecentesco e del portale di ingresso, ultimato nel 1737 per volere di re Carlo Emanuele III. Il lavoro del Valperga non fu portato a termine, ma il progetto è visibile nell'incisione del Theatrum Sabaudiae.
Fanno parte di questo primo complesso storico la Chiesa Santissima Annunziata, le Tombe dei Cavalieri della Santissima Annunziata e l'Aula Hospitalis.

Nel 1853 i locali furono destinati a Regio Manicomio. Per questa funzione venne realizzato in tempi diversi un ampliamento consistente nella costruzione di vasti fabbricati ottocenteschi disposti a pettine e detti "padiglioni", che hanno progressivamente trasformato la Certosa in una delle più grandi strutture psichiatriche d'Italia. I confini dell'ambito ospedaliero coincidono con il muro di cinta, che fu in parte abbattuto dall'anno 1977 e successivamente negli anni ottanta con la chiusura definitiva delle strutture psichiatriche di ricovero.

L'Ospedale Psichiatrico di Torino, a Collegno, è diventato famoso per le vicissitudini dello smemorato di Collegno (caso Bruneri-Canella) e per il caso dell'elettricista di Collegno, Giorgio Coda.
A seguito della dismissione dell'ospedale psichiatrico alcuni degli edifici sono oggi sede di uffici comunali e aule scolastiche universitarie, degli uffici amministrativi dell'ASL TO3, mentre il parco, che occupa un'area di circa 400.000 m², è molto apprezzato e frequentato da persone di ogni età : esso è attraversato da viali alberati costituiti da specie arboree antiche, dotato di strutture sportive, ricreative, per il tempo libero e il relax.
 Il parco ospita una stagione estiva ricca di eventi culturali e spettacoli musicali.

## Riutilizzo contemporaneo delle strutture
Nel 2004 sono iniziati i lavori di restauro del padiglione costruito tra il 1870 e il 1875 ad uso di "lavanderia a vapore" per il complesso psichiatrico. Una volta terminati i lavori di ristrutturazione del padiglione, con fini di recupero della struttura originale, gli spazi vengono destinati stabilmente al Centro Coreutico.

Nel 2006 viene occupato illegalmente lo stabile che ospitava l'ex Ospedale Psichiatrico Giudiziario e denominato "Mezcal squat".